# Malediwy na Letnich Igrzyskach Olimpijskich 2000
Malediwy na Letnich Igrzyskach Olimpijskich 2000 reprezentowało czworo zawodników – dwóch mężczyzn i dwie kobiety.

## Skład kadry

### Lekkoatletyka
- Naseer Ismail - bieg na 800 m mężczyzn (odpadł w 1 rundzie eliminacji)
- Shamha Ahmed - bieg na 100 m kobiet (odpadła w 1 rundzie eliminacji)

### Pływanie
- Hassan Mubah - 50 m stylem dowolnym mężczyzn (odpadł w eliminacjach)
- Fariha Fathimath - 50 m stylem dowolnym kobiet (odpadła w eliminacjach)